# Status giuridico della lingua tedesca in Alto Adige

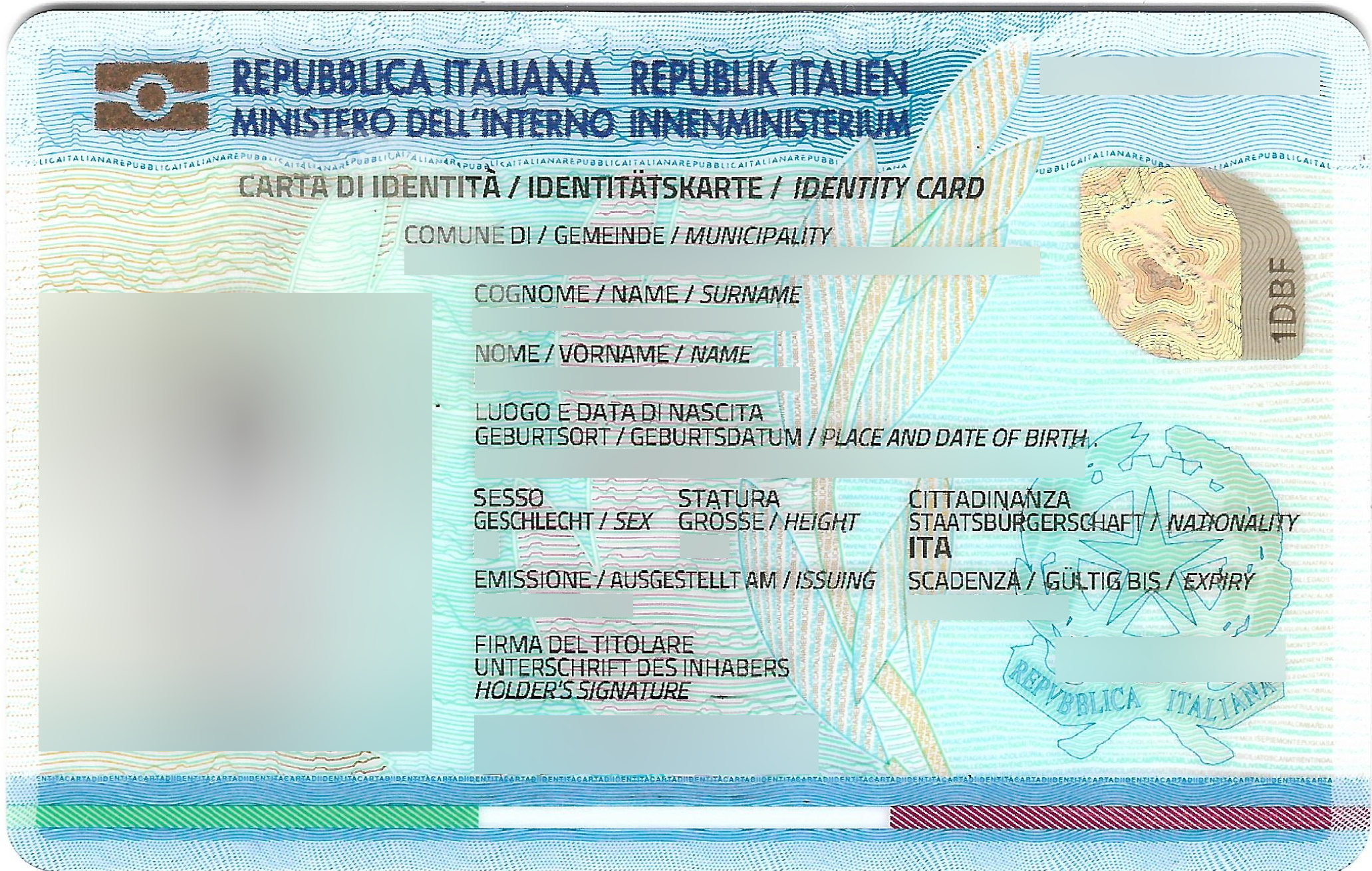
Carta d'identità trilingue, con l'italiano e il tedesco come prime due lingue aventi la stessa evidenza e lo stesso rilievo tipografico

Lo status giuridico della lingua tedesca in Alto Adige è regolato dal Pacchetto per l'Alto Adige, al quale è seguito l'emanazione, nel 1972, del Secondo Statuto d'Autonomia della regione Trentino-Alto Adige e la conseguente delega di maggiori funzioni alle due province autonome. L'articolo 99 dello statuto (decreto presidenziale del 31 agosto 1972, n. 670) recita come segue:
La lingua tedesca è equivalente nella regione di lingua italiana, che è la lingua ufficiale dello stato. Negli atti con forza di legge e ogni volta che questo statuto prevede una versione bilingue, prevarrà il testo italiano.
La lingua tedesca è stata, sino dalla sua adozione, equivalente alla lingua italiana in tutta la regione del Trentino-Alto Adige e nella Provincia autonoma di Bolzano. L'uso del tedesco come lingua ufficiale avviene sul territorio dell'Alto Adige e negli atti emanati dall'ente regionale, mentre non si applica nella Provincia autonoma di Trento.

## Uso della lingua nel servizio pubblico
I cittadini di lingua tedesca hanno il diritto di comunicare con gli uffici giudiziari e con gli organi e gli uffici della pubblica amministrazione, che hanno sede nel territorio della provincia di Bolzano o di competenza regionale (quest'ultima, anche se con sede in Trentino), nonché con le società di concessione che forniscono servizi pubblici in Alto Adige nella propria lingua.
Uffici, enti e società in concessione utilizzano nelle loro comunicazioni scritte e orali la lingua dei loro destinatari e rispondono nella lingua in cui il procedimento è stato aperto da un'altra istituzione o ufficio; Se la corrispondenza viene aperta automaticamente, viene formulata nella lingua presunta del cittadino a cui è indirizzata. La Corte di giustizia della Comunità europea ha dichiarato che la possibilità di utilizzare la lingua tedesca nei tribunali civili della provincia di Bolzano non può essere limitata ai cittadini italiani che vivono in quella regione. Al contrario, ogni cittadino dell'Unione deve avere questa opportunità.
Nelle riunioni degli organi collegiali della regione, della provincia di Bolzano e delle autorità locali, è possibile utilizzare la lingua italiana o tedesca.
Negli altri casi, viene riconosciuto l'uso separato della lingua italiana o tedesca.
Il solo uso della lingua italiana all'interno delle strutture militari rimane invariato.

## Violazione del diritto di usare la lingua madre
Le disposizioni di attuazione relative alla lingua utilizzata nel decreto del presidente della Repubblica del 15 luglio 1988, n. 574, prevedono la nullità di un atto amministrativo se non è redatto nella lingua madre dell'interessato.
Il cittadino può far valere l'obiezione di nullità entro dieci giorni. È sufficiente una lettera in cui l'interessato dichiara di non essere stato interpellato nella madrelingua o anche solo di un reclamo verbale. L'obiezione viene sollevata presso l'autorità responsabile dell'atto o presso l'ufficio comunale nel luogo di residenza dell'interessato. L'obiezione comporta una temporanea inefficacia dell'atto amministrativo.
L'autorità ha dieci giorni per esprimersi. Se considera giustificata l'obiezione, rinnova l'atto nell'altra lingua. Se l'autorità respinge il ricorso, deve informare l'interessato entro dieci giorni. Il cittadino può quindi rivolgersi al tribunale amministrativo regionale. Se l'autorità lascia passare il termine di dieci giorni, l'atto amministrativo denunciato dal cittadino è definitivamente inefficace.

## Accesso al servizio pubblico

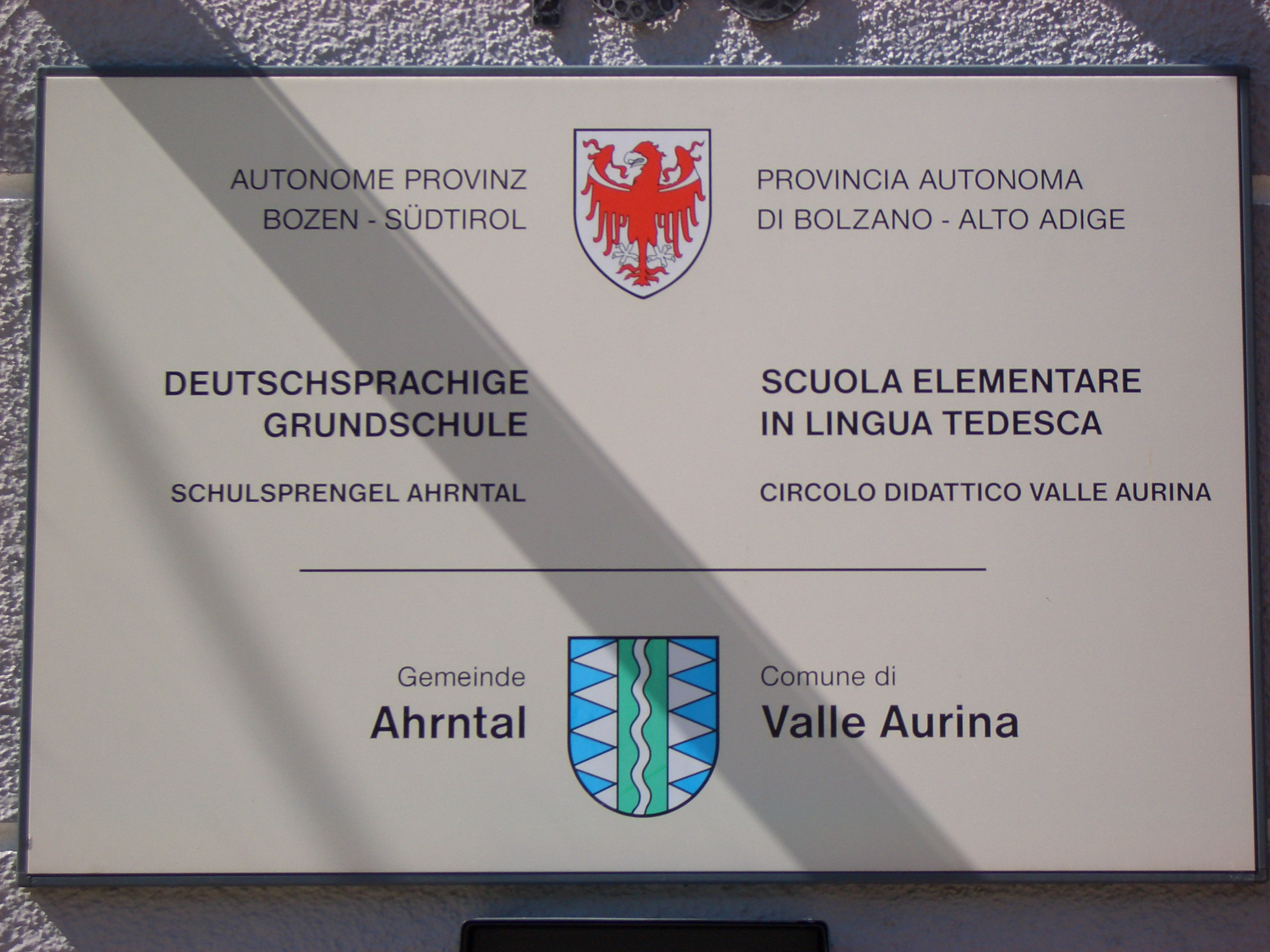
Una scuola di lingua tedesca

I dipendenti pubblici devono dimostrare la loro conoscenza del tedesco e dell'italiano, compresi i trasferimenti da aree esclusivamente di lingua italiana.

## L'esame bilingue
Per ottenere un impiego nella pubblica amministrazione, deve essere superato l'esame bilingue, offerto dalle autorità competenti ai sensi del decreto presidenziale n. 752/1976 o deve essere presentato un certificato riconosciuto come equivalente. Una terza possibilità è la prova di un certificato di fine studi in una lingua nazionale e di uno studio universitario nell'altra lingua nazionale. A seconda della carriera desiderata all'interno del servizio pubblico, ci sono quattro diversi tipi di esami A, B, C, D per carriera.
È possibile registrarsi per qualsiasi carriera indipendentemente dal livello di istruzione. Devono essere considerati solo due limiti di età: 14 anni per i tipi di test D e C, 17 anni per i test B e A.
L'esame, se superato, ha validità illimitata.

## Nomi di luogo di lingua tedesca

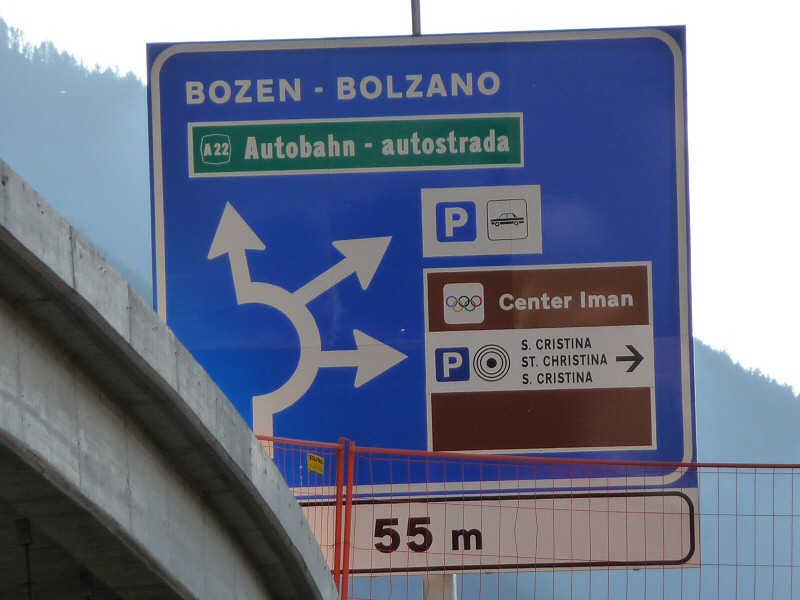
Sui segnali stradali su strade di campagna ci sono i nomi di luogo italiani preceduti dai nomi dei luoghi tedeschi.

In Alto Adige tutte le pubbliche amministrazioni devono utilizzare i nomi dei luoghi tedeschi di fronte ai cittadini di lingua tedesca, se una legge nazionale ne determinava l'esistenza e approvava la designazione. Questo è ciò che prevede lo statuto speciale. In effetti, una tale legge non è ancora stata approvata.
Il nome altoatesino è in effetti un grande punto di controversia: solo i nomi italiani di luoghi creati da Ettore Tolomei, che divenne vincolante per tutti i villaggi altoatesini sotto il regime fascista di Mussolini nel 1923, sono ufficialmente validi. In assenza di una legge toponomastica, le denominazioni originali tedesche (e ladine) utilizzate ovunque, sono solamente tollerate.
Tutta la segnaletica e i segnali stradali sono quindi bilingue (nelle parti del paese ladino anche trilingue). Sulla A22, nelle stazioni gestite da Rete Ferroviaria Italiana e nei comuni a maggioranza italiana di Bolzano, Laives, Bronzolo, Salorno e Vadena, il nome italiano viene per primo; in tutti gli altri casi, è il nome tedesco a precedere quello italiano. Tuttavia, nella microtoponomastica, sui sentieri e sulla segnaletica non gestita dalla provincia delle zone a maggioranza tedesca, la segnaletica tende a essere esclusivamente in tedesco.
Le soluzioni suggerite per una revisione dei nomi dei luoghi dell'Alto Adige sono diverse.
Alcuni politici del gruppo di lingua tedesca chiedono la completa abolizione dei nomi dei luoghi di Tolomei. Altri propongono la denominazione dei villaggi sulla base del loro più ampio gruppo di popolazione, in modo che i comuni con una percentuale evanescente della popolazione di lingua italiana - dopo tutto 93 su 116  - abbiano solo i nomi di luoghi tedeschi o ladini ancestrali. I nomi dovrebbero anche essere generalmente dispensati dalle denominazioni italianizzate.
Da parte italiana si vorrebbe mantenere tutti i nomi dei luoghi di Tolomei, poiché i nomi tedeschi saranno ufficialmente riconosciuti in futuro (fino ad oggi sono comunque ampiamente presenti, ma solamente tollerati).
Le disposizioni sull'autonomia dell'Alto Adige, che hanno uno statuto costituzionale, prevedono a questo proposito che il paese detenga il potere legislativo per quanto riguarda il nome della località, con l'obbligo del bilinguismo nel territorio della provincia di Bolzano (articolo 8 I Z 2 Statuto speciale). Alcuni osservatori sottolineano che il bilinguismo non equivale all'obbligo della dualità.

## La dichiarazione di affiliazione del gruppo linguistico
Al fine di determinare con che forza la lingua tedesca è rappresentata in Alto Adige, tutti i cittadini sono chiamati a dichiarare la loro appartenenza al gruppo linguistico nel censimento, che si svolge ogni 10 anni. Ciò è giuridicamente rilevante, perché da tale dichiarazione dipendono la nomina agli uffici, nonché l'assegnazione di alloggi sociali e altre misure promozionali.